# مارکو مارتینا رینی
مارکو مارتینا رینی (انگلیسی: Marco Martina Rini؛ زادهٔ ۴ مارس ۱۹۹۰) بازیکن فوتبال اهل ایتالیا است.
از باشگاه‌هایی که در آن بازی کرده‌است می‌توان به باشگاه فوتبال هلاس ورونا، باشگاه فوتبال کرمونزه، و باشگاه فوتبال برشا اشاره کرد.
وی همچنین در تیم‌های ملی فوتبال زیر ۱۷ سال ایتالیا، زیر ۱۹ سال ایتالیا، و زیر ۲۰ سال ایتالیا بازی کرده‌است.